# Донбаська операція (1919)
Донбаська операція 1919 року — наступальна операція військ Червоної армії Південного фронту (13-та армія, Перша Кінна армія та 8-ма армія) 18—31 грудня 1919 року з метою розгрому Добровольчої армії й частини Донської армії під командуванням генерала Петра Краснова та загарбання Донбасу.

## Передумови
Війська РСЧА 16 грудня 1919 року вийшли на рубіж Куп'янськ—Сватове—Білолуцька (нині смт Білолуцьк Новопсковського району Луганської області). Щоб не допустити переправи військ РСЧА через р. Сіверський Донець (притока Дону), білогвардійське командування почало зосереджувати в районі можливої переправи сильне угруповання (4-й Донський генерала Павлова, 2-й Кубанський генерала Сергія Улагая і 3-й Кубанський генерала, Андрія Шкуро кінні корпуси та 3-тю Зведену кавалерійску дивізію генерала Чеснокова).

## Хід операції
Головного удару цьому угрупованню мала завдати 1-ша Кінна армія (командарм Семена Будьонний) в напрямі станції Попасна (нині місто Луганської обл.), Дебальцеве (нині місто), ст. Іловайська (нині м. Іловайськ, усі нині Донецької області). Частина сил повинна була наступати на м. Таганрог (нині місто Ростовської області, РФ), і таким чином не тільки розгромити Добровольчу армію, а й не допустити її відходу в Донську область Допоміжних ударів мали завдати війська 13-ї армії (командарм А.Геккер) у напрямку міст Слов'янськ, Юзівка (нині м. Донецьк) і 8-ї армії (командарм Г.Сокольников) — на м. Луганськ. 18 грудня війська РСЧА перейшли в наступ: 1-ша Кінна армія в ніч на 23 грудня форсувала Сіверський Донець; переправилися на південний берег і формування 13-ї армії.
Білогвардійське командування зосередило в районі м. Бахмут—Попасна нове угруповання з завданням відкинути 1-шу Кінну армію за Сіверський Донець і перейти до оборони. Однак 25 грудня 1-ша Кінна армія знову перейшла в наступ. 27 грудня війська РСЧА оволоділи Луганськом, 28 — Бахмутом, 29 — Дебальцевим, 30 — Горлівкою, де білогвардійці намагалися ще раз закріпитися.

## Наслідки
На 1 січня 1920 року білогвардійці були вибиті зі станції Іловайська, Амвросіївка (нині місто Донец. обл.), Ровеньки (нині місто), Дякове (нині село Антрацитівського району, обидва Луганської області). Зазнавши великих втрат — 3 тис. осіб убитими, 5 тис. полоненими, білогвардіські війська поступово відступили в Крим і, частково, до Ростова-на-Дону (нині місто Ростовської обл., РФ).